# Hazatérés (film, 1978)
A Hazatérés (Coming Home) 1978-ban bemutatott amerikai háborús filmdráma Hal Ashby rendezésében. A főszerepben Jane Fonda, Jon Voight és Bruce Dern. A film versengett az Arany Pálmáért a cannes-i fesztiválon. A produkciót nyolc Oscar-díjra és hat Golden Globe-díjra is jelölték.

## Cselekmény
Sally retteg az egyedülléttől, miután férjét, a tengerésznagy Bobot elszólította a vietnámi háború. Elköltözik otthonról, de dolga hiányában jelentkezik a háborús veteránok kórházába. Barátnője, Vi hatására önkénteskedik, akinek az öccse, Billy két héttel a kiküldetése után visszatér Vietnámból, de a súlyos lelki gondokkal küzd.
Sally a kórházban találkozik Luke-kal, aki korábban osztálytársa volt a középiskolában. Csakúgy mint Billy, Luke is Vietnámból tért vissza, de sérülései deréktól lefelé lebénították. A háború borzalmai fájdalmat és dühöt hagytak benne, és immár a háború ellen van. Sally ápolására a keserűség azonban elpárolog belőle, és mind a ketten megváltoznak, majd egymásba szeretnek. Billy viszont nem tudja magát túltenni a traumákon, és öngyilkos lesz. Luke Billy halálán felindulva a toborzó tábor kapujához láncoltatja magát, hogy megakadályozza az új katonák felvételét.
Ezzel felhívja magára a Katonai Hírszerzés figyelmét, akik értesítik Sally férjét a Luke és Sally között kibontakozott románcról. Habár Luke és Sally is egyetértenek abban, hogy Sally-nek Bob mellett a helye, Bob féltékenységében és dühében fegyvert fog a párra, de végül nem lövi le őket. Luke diákokat oktat a háborúról, Sally pedig úgy dönt, hogy Luke-kal marad és új életet kezdenek.
A film Bobbal végződik, amint kiábrándultságában a partra teszi az egyenruháját, és a nyílt tengerre úszik.

## Szereplők
| Színész          | Karakter             | Magyar hang                      | Magyar hang                    |
| Színész          | Karakter             | 1. magyar változat (MOKÉP, 1980) | 2. magyar változat (MGM, 2010) |
| ---------------- | -------------------- | -------------------------------- | ------------------------------ |
| Jane Fonda       | Sally Hyde           | Káldi Nóra                       | Götz Anna                      |
| Jon Voight       | Luke Martin          | Cserhalmi György                 | n.a                            |
| Bruce Dern       | Bob Hyde kapitány    | Andorai Péter                    | n.a                            |
| Penelope Milford | Vi Munson            | Pálos Zsuzsa                     | n.a                            |
| Robert Carradine | Bill Munson          | Maros Gábor                      | n.a                            |
| Robert Ginty     | Dink Mobley őrmester | Balázsi Gyula                    | n.a                            |
| Mary Gregory     | Martha Vickery       | Győri Ilona                      | Bessenyei Emma                 |
| Kathleen Miller  | Kathy Delise         | n.a                              | n.a                            |
| Beeson Carroll   | Earl Delise kapitány | n.a                              | Kassai Károly                  |
| Willie Tyler     | Virgil               | n.a                              | n.a                            |
| Louis Carello    | Bozo                 | n.a                              | n.a                            |
| Charles Cyphers  | Pee Wee              | n.a                              | n.a                            |
| Olivia Cole      | Corrine              | n.a                              | n.a                            |
| Tresa Hughes     | Degroot nővér        | n.a                              | n.a                            |
| Bruce French     | Dr. Lincoln          | n.a                              | n.a                            |
| Mary Jackson     | Fleta Wilson         | Gyimesi Pálma                    | n.a                            |

További magyar hangok (1. magyar változatban): Dallos Szilvia, Emőd György, Fazekas István, Felföldi László, Fülöp Zsigmond, Horváth Gyula, Kiss Gábor, Koroknay Géza, Kránitz Lajos, Kristóf Tibor, Láng József, Varga Tibor, Zsolnai Júlia

További magyar hangok (2. magyar változatban): Vadász Bea

## Fontosabb díjak és jelölések
| Díj                | Kategória                                     | Eredmény |
| ------------------ | --------------------------------------------- | -------- |
| Golden Globe-díj   | Legjobb filmdráma                             | Jelölve  |
| Golden Globe-díj   | Legjobb rendező                               | Jelölve  |
| Golden Globe-díj   | Legjobb férfi főszereplő (Jon Voight)         | Elnyerte |
| Golden Globe-díj   | Legjobb női főszereplő (Jane Fonda)           | Elnyerte |
| Golden Globe-díj   | Legjobb férfi mellékszereplő (Bruce Dern)     | Jelölve  |
| Golden Globe-díj   | Legjobb forgatókönyv                          | Jelölve  |
| Oscar-díj          | Oscar-díj a legjobb filmnek                   | Jelölve  |
| Oscar-díj          | Oscar-díj a legjobb rendezőnek                | Jelölve  |
| Oscar-díj          | Oscar-díj a legjobb eredeti forgatókönyvnek   | Elnyerte |
| Oscar-díj          | Legjobb férfi főszereplő (Jon Voight)         | Elnyerte |
| Oscar-díj          | Legjobb női főszereplő (Jane Fonda)           | Elnyerte |
| Oscar-díj          | Legjobb férfi mellékszereplő (Bruce Dern)     | Jelölve  |
| Oscar-díj          | Legjobb női mellékszereplő (Penelope Milford) | Jelölve  |
| Oscar-díj          | Legjobb vágás                                 | Jelölve  |
| Cannes-i fesztivál | Arany Pálma                                   | Jelölve  |
| Cannes-i fesztivál | Legjobb férfi alakítás (Jon Voight)           | Elnyerte |
| Writers Guild-díj  | Legjobb eredeti forgatókönyv                  | Elnyerte |